# Pyropelta sibuetae
Pyropelta sibuetae is een slakkensoort uit de familie van de Pyropeltidae. De wetenschappelijke naam van de soort is voor het eerst geldig gepubliceerd in 2009 door Warén & Bouchet.